# Старое Село (деревня, Можайский городской округ)
Старое Село — деревня в Можайском районе Московской области в составе сельского поселения Бородинское. Численность постоянного населения по Всероссийской переписи 2010 года — 8 человек. В деревне действует Смоленская церковь 1790 года постройки. До 2006 года Старое Село входило в состав Бородинского сельского округа.
Деревня расположена в северо-западной части района, примерно в 10 км к северо-западу от Можайска, на западном берегу Можайского водохранилища, у устья реки Колочь, высота центра над уровнем моря 196 м. Ближайшие населённые пункты — Ковалёво на северо-западе и Новое Село на юге.